# Kálnica
Kálnica (węg. Kalános) – wieś i gmina (obec) w powiecie Nowe Miasto nad Wagiem, w kraju trenczyńskim, w zachodniej Słowacji. Zamieszkuje ją około 1046 osób (stan na rok 2016).

## Historia
Wieś została wspomniana po raz pierwszy w 1396 w dokumentach historycznych.

## Geografia
Centrum wsi leży na wysokości 223 m n.p.m. Gmina zajmuje powierzchnię 26,4 km².

## Zasoby genealogiczne
Zapisy badań genealogicznych przechowywane są w archiwum państwowym „Statny Archiv w Bratysławie, na Słowacji”.
- zapisy kościoła rzymskokatolickiego (urodzenia/małżeństwa/zgony) w parafii B